# ツングースカ Part.1
「ツングースカ Part.1」（原題:Tunguska）は『X-ファイル』のシーズン4第8話で、1996年11月24日にFOXが初めて放送した。なお、本エピソードは「ミソロジー」に属するエピソードであり、第9話「ツングースカ Part.2」へと続くエピソードである。

## スタッフ
- 監督:キム・マナーズ
- 脚本:クリス・カーター、フランク・スポットニッツ

## キャスト

### レギュラー
- デイヴィッド・ドゥカヴニー - フォックス・モルダー特別捜査官
- ジリアン・アンダーソン - ダナ・スカリー特別捜査官
- ミッチ・ピレッジ - ウォルター・スキナーFBI副長官
- ウィリアム・B・デイヴィス - シガレット・スモーキング・マン

### ゲスト
- ニコラス・リー - アレックス・クライチェック
- ジョン・ネヴィル - ウェル・マニキュアード・マン
- ローリー・ホールデン - マリタ・コバルービアス
- ブレンダン・ベイサー - ペンドレル捜査官
- フリッツ・ウィーヴァー - ソレンソン上院議員
- デヴィッド・ブルーム - スパイ
- マルコム・スチュワート - サックス博士
- キャンベル・レイン - 委員長
- ステファン・アーングリム - 囚人
- ブレント・ステイト - ティモシー・メイヒュー
- アンディ・トンプソン - 税関職員

## ストーリー
アメリカ合衆国議会上院が招集した委員会。そこでスカリーはモルダーの居場所を明かすように迫られていた。彼女は居場所を明かすことを拒否する一方で、政府内部における陰謀の存在を示唆する文章を読み上げた。その途中でソレンソン上院議員は「議会への侮辱だ」と声を荒らげるのだった。
その10日前、グルジアから帰国したスパイがホノルル国際空港で税関の審査を受けていた。税関職員の一人が荷物の中にあったガラス瓶を取り出そうとして、床に落としてしまった。その際、瓶に入っていた黒い液体を浴びてしまった。その頃、モルダーとスカリーはニューヨークで行われていたテロリストの摘発作戦に従事していた。モルダーにその組織のことを密告してきたのは、死んだと思われていたアレックス・クライチェックであった。彼はテロリストによってミサイルサイロから救出されていたのである。自らを閉じ込めたシガレット・スモーキング・マンに復讐したいクライチェックは、モルダーとスカリーに協力を申し出るのだった。
クライチェックは半信半疑の2人をワシントン・ダレス国際空港に連れてきた。そこにいたロシア連邦の外交行嚢を運搬するスパイを逮捕させるためであった。2人はスパイを追ったが、スパイは袋だけ捨てて逃げ去ってしまった。袋の中を見ると、そこには何の変哲もない石が入っているだけであった。この結果に憤激したモルダーは、スキナー副長官が管理するアパートにクライチェックを拘留したが、その一方で、僅かな可能性に賭けるべく、ゴダード宇宙飛行センターに石の分析依頼を出した。分析の結果、石は先史時代に地球に落ちた隕石の一部で、化石化した未知のバクテリアが含まれていると判明した。
スキナーはスモーキング・マンから隕石を返すように迫られていた。スモーキング・マンはスキナーのアパートに工作員を送り込んだが、そこにいたクライチェックに撃退されてしまった。その頃、石をさらに分析しようとしたサックス博士は、迂闊にも隕石内部のブラックオイルを開放してしまった。ブラックオイルは化学防護服を物ともせずに博士の体に侵入し、昏睡状態に陥らせた。マリタ・コバルービアスと接触したモルダーは、隕石がロシアのクラスノヤルスク地方で採取されたものであることを知り、彼女に現地へ赴くための手続きをしてもらった。しかし、モルダーはロシア語に堪能ではなかったため、通訳としてクライチェックを渋々連れていくことになった。
ヴァージニア州シャーロッツビル。モルダーに隕石の詳細が漏れた件で、スモーキング・マンはウェル・マニキュアード・マンから詰問されていた。対処を迫られたスモーキング・マンは上院を動かすことにした。その結果、スキナー、モルダー、スカリーの3人は上院の委員会で尋問を受けることになった。スキナーはスカリーからモルダーの居場所を聞き出そうとしたが、不首尾に終わった。その頃、モルダーとクライチェックはクラスノヤルスク地方の森林を歩いていた。モルダーはあの石が1908年に起きたツングースカ大爆発に関係したものなのではないかという仮説を立てていた。2人は肉体労働者のキャンプにたどり着いたが、キャンプの責任者に捕らえられて強制収容所に放り込まれてしまった。
スキナーとスカリーが上院の委員会に出席していた頃（冒頭のシーン）、モルダーは隣の牢屋に収容されていた囚人と話をしていた。囚人曰く「収容所に入れられたのは無実の人間ばかりで、何らかの実験の被験者にさせられている」のだという。話をしている最中にやってきた刑務官によって、モルダーは何かを注射されてしまった。モルダーが意識を取り戻したとき、彼は大きな部屋にいた。そこで、モルダーはブラックオイルに感染させられた。

## 製作
脚本家たちがより壮大かつより面白い物語はないかを思案しているときに、「ツングースカ Part.1」と「Part.2」のアイデアが浮かんできたのだという。ロシアの強制収容所を舞台にすると決まった以上、ロシアの陰謀とアメリカの陰謀は別々なものとして描写されるのはごく自然なことであった。それ故、ロシアが独自にブラックオイルのワクチンを開発しようとしている様子が描写されたのである。脚本チームの一員であったジョン・シバンは「アメリカとロシアのワクチン開発合戦を盛り込むのは当然のことだったと思う。冷戦が終わって間もない頃だったからね。」と語っている。また、脚本家チームとしては、シーズン5と劇場版第1作に向けて「ミソロジー」を地球規模のものにしたいという思惑があった。「ミソロジー」が地球規模の陰謀へと展開していく萌芽はシーズン2にも見出せるが、本格的な展開が始まったのは本エピソードからである。製作スタッフにとって、この展開は自分たちの能力と想像力の限界を超えるための試みでもあった。
隕石の中にブラックオイルが入っているというアイデアはアラン・ヒルズ84001に触発されたものである。また、強制収容所のシーンはアレクサンドル・ソルジェニーツィンの小説『イワン・デニーソヴィチの一日』を参考にしている。
SWATがテロリストの根城を制圧するシーンは一晩で撮影されることになったため、3人のカメラマンは計60回もカメラの位置調整を行う必要があった。スタッフは必至で調整にあたったものの、4回分を残して夜明けが来てしまった。そのため、その分はセットを利用して撮影が行われることになった。シガレット・スモーキング・マンとウェル・マニキュアード・マンのシーンはもっと長くなる予定だったが、時間の都合で追加撮影を行うことができなかった。なお、スカリーがスキナーに事の顛末を話すシーンが撮影されていたが、冗長になるという理由でカットされた。
製作スタッフは本エピソードの撮影を「金がかかりすぎた上に、厄介なトラブルが続いた」と回想しているが、デヴィッド・ドゥカヴニーは「アクションが大変だったけど、楽しい撮影だったよ」と述べている。
本エピソードの撮影中、ドゥカヴニーの父親が現場の見学に来てスタッフ一同に挨拶をした。

## 評価
1996年11月24日、FOXは本エピソードを初めてアメリカで放映し、1885万人の視聴者を獲得した。
『エンターテインメント・ウィークリー』は本ソードにA-評価を下し、米ロ間のワクチン開発競争というアイデアを高く評価している。『マンチキン・ゾーン』のサラ・スティーガルは本エピソードに5点満点をつけ、卓越した演出としっかりしたストーリーラインを称賛している。『クリティカル・ミス』のジョン・キーガンは本エピソードに10点満点評価で9点をつけ、「シーズン4の中でも見事な出来栄えの「ミソロジー」エピソードの一つ」、「物語の勢いが失われていない」と高く評価している。
『A.V.クラブ』のトッド・ヴァンデルワーフは本エピソードにB評価を与え、「陰謀を地球全域で展開されるものにまで拡張したことは、シリーズ全体の本筋から離れる結果となっている。」と批判する一方で、「本エピソードと続くPart.2におけるアクションシーンは本当に凄味がある。」とも述べている。また、ウィリアム・B・デイヴィスの演技も称賛している。しかしヴァンデルワーフは本エピソードを「シリーズのその後の展開で全く顧みられなかった初めての「ミソロジー」系エピソード」と結論付け、「シリーズに中途半端な進展をもたらしただけ」、「モルダーがメッセンジャー・ボーイのような存在に見えたのはこれが初めてのことである。情熱に駆り立てられて主体的に動いているように見えなかった。」と述べている。
本エピソードは1996年度のシネマ・オーディオ・ソサエティアワーズのテレビ番組部門の音響効果賞にノミネートされた。